# Jonathan Williams
Jonathan Williams (Cairo, 26 de outubro de 1942 – Espanha, 31 de agosto de 2014) foi um automobilista britânico nascido no Egito. Ele participou do Grande Prêmio do México de 1967 de Fórmula 1 pela Ferrari. Ele terminou a prova em 8º lugar.